# Sarotherodon steinbachi
Sarotherodon steinbachi é uma espécie de peixe da família Cichlidae.
É endémica de Camarões.